# Стартујмо
Стартујмо је деби музички албум српског поп-фолк певача Стевана Анђелковића издат 9. децембра 2005. године за Гранд продакшн. Албум је објављен у 120.000 примерака (цд) и 50.000 (радио касета). На албуму су радили Горан Ратковић Рале, Петар Стокановић, Марина Туцаковић и други. Продуценти су били Кики Лесендрић и Жика Јакшић.

## Списак песама
| №  | Назив        | Текст                | Музика               | Трајање |  |
| 1. | Блесава      | Марина Туцаковић     | Ромарио              | 3:10    |  |
| 2. | Цвеће        | Миладин Богосављевић | Горан Ратковић Рале  | 3:40    |  |
| 3. | Стартујмо    | Жарко Александровски | Жарко Александровски | 3:09    |  |
| 4. | Опрости ми   | Синиша Вуцо          | Синиша Вуцо          | 4:02    |  |
| 5. | Сад ми криво | Нино Пршеш           | Нино Пршеш           | 3:02    |  |
| 6. | Мајко        | Миладин Богосављевић | Горан Ратковић Рале  | 3:27    |  |
| 7. | Зла лутка    | Марина Туцаковић     | Ромарио              | 3:15    |  |
| 8. | Кошуљу прву  | Петар Стокановић     | Петар Стокановић     | 3:23    |  |